# Alexander W. Livingston
Alexander W. Livingston (1821-1898) est un semencier américain, originaire de Reynoldsburg (Ohio)  qui joua un rôle important dans le popularisation de la tomate aux États-Unis au XIXe siècle. Il créa à partir de 1852 la société de commercialisation de semences, Livingston Buckeye Seed Gardens.
On lui doit la création de 31 variétés de tomates, dont la première, 'Parangon', datant de 1870, est la première tomate aux fruits plus gros et plus sucrés et parfaitement uniformes et lisses, jamais présentée aux États-Unis et peut-être dans le monde.
Pérennisant la mémoire de Livingstone, une fête de la tomate (Tomato festival) se tient chaque année à Reynoldsburg dans la première semaine de septembre depuis les années 1960.